# پانچپرا
پنجپارا (به لاتین: Panch Para) یک منطقهٔ مسکونی در بنگلادش است که در بارلخا واقع شده‌است. پنجپارا ۲٬۳۹۹ نفر جمعیت دارد.